# Явор Мілушев
Явор Тодоров Мілушев — болгарський актор.

## Біографія та творчість
Народився 9 січня 1948 року в Софії. Вивчав радіо, телебачення та телебачення в Чехословаччині. У 1972 р. закінчив акторську майстерність у ВІТІЗ «Крастьо Сарафов» за класом Желчо Мандаджієва та Крастьо Мірського. Спеціалізувався в Лондоні, Велика Британія (1980). У Вірральському коледжі, менеджмент та маркетинг (1992).
Він отримав запрошення вступити до Софійського театру, але після проходження військової служби в Керджалі вступив до драматичного театру «Н. О. Масалітінова» у Пловдиві (1973—1979), у Театрі сліз та сміху (1979—1993), він також грав у театрі «199» та Малому міському театрі «Малий канал», гастролював з постановками цих театрів у Росії, Франції, Німеччині, Угорщині, Румунії, Югославії, Україні, Македонії та в багатьох містах країни.
Член СБКФ (1991). Він є депутатом 39-х Національних зборів зі списку НДСВ. Заступник міністра культури (з вересня 2007 р.).
Мілушев одружений з актрисою Цветаною Маневою.

## Театральні ролі
- «Двоє на гойдалках» (Вільям Гібсон) — Джеррі Райан, режисер Любен Гройс
- «Медея» (Евріпід) — Джейсон, режисер Любен Гройс
- «Багато шуму з нічого» (Вільям Шекспір) — Дон Педро, режисер Любен Гройс
- «Два веронці» (Вільям Шекспір) — Валентин, режисер Любен Гройс
- «Ромео і Джульєтта» (Вільям Шекспір) — Париж, Меркуціо, режисер Любен Гройс
- «Албена» (Йордан Йовков) — Сенебірський, режисер Любен Гройс
- «Дядьки» (Іван Вазов) — вчитель Гатю, режисер Іван Добчев
- «Міс Джулія» (Август Стріндберг) — Жан, режисер Румен Чакъров
- «Дванадцята ніч» (Вільям Шекспір) (на есперанто) — Орсіно, режисер Димитр Стоянов
- «Трамвай бажання» (Теннессі Вільямс) — Стенлі Ковальський, режисер Младен Киселов
- «Антигона» (Жан Ануй) — Гемон, режисер Димитр Стоянов
- «Королева Віват» (Роберт Болт) — Роберт Дадлі, режисер Димитр Стоянов
- «Випадкова смерть анархіста» (Даріо Фо) — «Анархіст», режисер Красимир Спасов
- «Вбивці в Салоніках» (Георгій Данаїлов) — Борис Сарафов, режисер Красимир Спасов
- «Поки це молодість» (Георгій Данаїлов) — прокурор, режисер Красимир Спасов
- «Хаші» (Іван Вазов) — Владиков, режисер Уляна Матева
- «Вампір» (Антон Страшиміров) — Дінько, Христо Кручмаров
- «Чорна ікра та сочевиця» (Скарначі та Тарабузі) — Дон Леоніда Ламана, режисер Стойко Генов
- «Смерть» (Вуді Аллен) — Клейман, режисер Симеон Димитров
- «Коханець» (Гарольд Пінтер) — Річард, режисер Димитр Стоянов
- «Шляхетний іспанець» (Сомерсет Моем) — іспанець, режисер Димитр Стоянов
- «Коронація» (Етьєн Ребоденго) — президент, режисер Біна Гаралампієва
- «Ромео і Джульєтта» (Вільям Шекспір) — батько Лоренцо, режисер Біна Гаралампієва та інші.

### Телевізійний театр
- «Зірка останньої величини» (1990) (Неда Антонова)
- Довгий день (1988) (Вікторія Токарєва)
- «Двоє на гойдалках» (1987) (Вільям Гібсон) — адвокат Джеррі Райан
- Велике диво (1986) (Микола Георгієв)
- Обов'язок адміністратора слухати (1985) (Борис Тажнєв)
- Дзвони (1984) (Геннадій Мамлін)
- Вогняне коло (1984) (Святослав Славчев)
- «Жорстокий час» (1981) (Стефан Дічев), 2 частини — Монастир
- «Казки про життя» (1977) (Ольга Крастева)
- Шари (1977) (Пітер Коловський)
- Скупий (1972) (Мольєр)

Грає у постановках Роксени Кірчевої, Павла Павлова, Асена Траянова, Хачо Бояджиєва, Любена Гройса, Мілена Гетова, Миколи Георгієва, Ніни Мінькової, Чавдара Савова, Димитріни Гюрової та інших; у «Червоній квітці» режисера Йордана Джумалієва грає роль Звіра, який перетворюється на красеня-принца, але для фінального пострілу використовується дублер, оскільки він недостатньо красивий для фіналу дитячої казки; для новорічної програми реж. Ніколи Петкова в пародії на фінальну сцену між Дездемоною та Отелло грає справжнього лева; у постановці Теофани Преславської «Казки життя» виконує роль Ганса Крістіана Андерсена.
Випустив компакт-диск із віршами Яворова та оригінальною музикою Теодосія Спасова, з якими вони виступали з концертами в країні та за кордоном та брали участь у фестивалях «Дні Яворова» в Поморії. Дебютував у літературі есе «Тихо, болгарський народ спить!» у газеті «Культура», публікував матеріали в періодичних виданнях, видавав книги «42-23» та два видання «Чеські профілі».
На початку нового століття він припинив свою творчу діяльність у театрі та кіно, не повідомивши причин цього рішення.

## Фільмографія
- Репетиційна репетиція (2005) — реж. Свєтослав Овчаров (документальний фільм)